# Casa Memorială „George Topîrceanu” din Iași
Casa memorială George Topîrceanu din Iaşi se află pe Strada Ralet nr. 7. Clădirea a fost sediul revistei Însemnări literare (1919) tipărită sub direcția lui Mihail Sadoveanu și George Topîrceanu, din colectivul de redacție mai făcând parte Garabet Ibrăileanu și Demostene Botez.
Casa, construită la sfârșitul secolului al XIX-lea și începutul secolului al XX-lea, a fost în proprietatea Lizetei Stroici cumnata scriitorului Demotene Botez, prieten cu George Topîrceanu, care i-a pus casa la dispoziție lui George Topîrceanu, în anul 1932.
George Topîrceanu a locuit în această clădire din 1932 până la decesul său, survenit la 7 mai 1937. Până în 1983, casa a servit drept locuință particulară. În anul 1983, casa a fost donată de proprietarii Teodor Neagu și Adrian Vulpe Complexului Muzeal Iași. A fost renovată, și la 22 iunie 1985 a fost inaugurat acest obiectiv al Muzeului Literaturii Române Iași.
La 12 mai 1957, pe unul din pereții casei în care a locuit George Topârceanu a fost montată o placă comemorativă.
În muzeu sunt expuse obiecte memoriale ale poetului George Topîrceanu, precum o călimară, toc, scrumieră, pipă, discuri, aparat de fotografiat, acte, fotografii originale, picturi de A. G. Suțu, manuscrise, reviste.
În prezent, Casa memorială George Topîrceanu, din Iași, datată din secolul al XIXlea, este declarată monument memorial, cod IS-IV-m-B-04359.